# Matthis Pascaud
 (janvier 2020).
Si vous disposez d'ouvrages ou d'articles de référence ou si vous connaissez des sites web de qualité traitant du thème abordé ici, merci de compléter l'article en donnant les références utiles à sa vérifiabilité et en les liant à la section « Notes et références ».
Pour les articles homonymes, voir Pascaud.
Matthis Pascaud, né le 26 décembre 1989 à Angoulême, est un guitariste et compositeur français. 
Il crée en 2015 son quartet Square One, avec lequel il sort deux albums (Shake et Clap Clap) et remporte le Concours National de La Défense Jazz Festival en juin 2018.
En parallèle de ses activités de leader, il est aussi directeur musical et réalise plusieurs albums pour différents artistes. Il collabore notamment avec la chanteuse haïtienne Moonlight Benjamin avec qui il se produit en Europe et aux États-Unis, dans des festivals et salles tel que Jazz à Vienne, New Orleans Jazz & Heritage Festival, Womad, Lincoln Center...

## Biographie
À l'adolescence, il découvre le jazz et se prend d'intérêt pour des musiciens comme Miles Davis, Charlie Parker, Wes Montgomery... À 14 ans il commence la guitare et participe aux stages de musique d'Alain Debiossat. En 2008, il part étudier au Conservatoire à rayonnement régional de Bordeaux et en 2012 il intègre le Centre des Musiques Didier Lockwood. Il suit notamment les cours de Pierre Perchaud, Benoît Sourisse, André Charlier.
À 22 ans il s'installe à Paris et collabore en tant que sideman avec différents musiciens : Ayọ, Hugh Coltman, Anne Paceo, Marion Rampal, Sly Johnson, Moonlight Benjamin, Sophie Alour, Alain Debiossat, Raphaël Chassin, Étienne MBappé, Olivier Bogé, Denis Guivarch', Tony Paeleman, etc.
En 2015, il crée son projet Square One, lui permettant de faire connaître sa musique. Quartet constitué de Christophe Panzani, Karl Jannuska et Pierre Elgrishi, explorant l'univers du jazz et du rock, proposant un « jazz progressif » (dixit Alex Dutilh, émission Open Jazz, France Musique).
Il fait la rencontre en 2017 de la chanteuse haïtienne Moonlight Benjamin. Moment déterminant dans son parcours car avec elle, il commence un travail de directeur artistique en réalisant l'album Siltane avec lequel ils feront plus de 70 concerts en un an. Par la suite d'autres propositions de réalisateur arriveront, avec notamment la chanteuse Marion Rampal pour l'album Tissé parut en février 2022.
En janvier 2018, il sort son premier album intitulé Shake, salué par la critique, révélation Jazz Magazine et à la Une sur France Musique[réf. nécessaire]. Cette même année il remporte le Concours de la Défense Jazz Festival et se produira dans différents festivals ou salles de concerts tels que le New Morning (en première partie de Donny McCaslin, saxophoniste de David Bowie), Les Trois Baudets, Jazz dans le bocage, Respire Jazz festival, etc.
En octobre 2019, sort son second album Clap Clap, aussi largement salué par la critique et relayé par des radios tel que FIP, RFI, France Musique, etc.
Fin 2022 est sorti un album hommage à Dr. John, artiste louisianais décédé en 2019. Cet album intitulé Night Trippin est réalisé conjointement avec Hugh Coltman. Les clips Cha Dooky Doo et Same old, same old, sont réalisés par Bonze et Alexis Blithikiotis.

## Discographie

### En tant que leader
- 2016 : Matthis Pascaud Square One EP
- 2018 : Shake
- 2019 : Clap Clap

### En tant que Sideman
- 2012 : Valse et Attrape - Alain Debiossat
- 2017 : Cycles - Benoît Lugué
- 2017 : Palimpseste - Eric Allard Quintet
- 2017 : Celebrations - Gerard Watkins
- 2017 : Moonshine Corner - Joon Moon
- 2018 : Wanderlust Orchestra - Ellinoa
- 2018 : Siltane - Moonlight Benjamin
- 2020 : Simido - Moonlight Benjamin
- 2022 : Tissé - Marion Rampal